# Karwice (gromada)
Karwice – dawna gromada, czyli najmniejsza jednostka podziału terytorialnego Polskiej Rzeczypospolitej Ludowej w latach 1954–1972.
Gromady, z gromadzkimi radami narodowymi (GRN) jako organami władzy najniższego stopnia na wsi, funkcjonowały od reformy reorganizującej administrację wiejską przeprowadzonej jesienią 1954 do momentu ich zniesienia z dniem 1 stycznia 1973, tym samym wypierając organizację gminną w latach 1954–1972.
Gromadę Karwice z siedzibą GRN w Karwicach utworzono – jako jedną z 8759 gromad na obszarze Polski – w powiecie opoczyńskim w woj. kieleckim, na mocy uchwały nr 13g/54 WRN w Kielcach z dnia 29 września 1954. W skład jednostki weszły obszary dotychczasowych gromad Karwice, Adamów, Janów Karwicki i Sielec ze zniesionej gminy Stużno oraz Dzielna ze zniesionej gminy Krzczonów w tymże powiecie. Dla gromady ustalono 13 członków gromadzkiej rady narodowej.
Gromadę zniesiono 31 grudnia 1959, a jej obszar włączono do gromad Ogonowice (wsie Karwice i Dzielna, kolonię Janów Karwicki i parcelację Karwice) i Kamienna Wola (wsie Sielec i Wólka Dobromirowa oraz kolonię Adamów).